# 통합 메시징
통합 메시징(Unified messaging, UM)은 CTI(computer telephony integration)기술을 바탕으로 휴대폰 문자메시지, 전자메일(e-mail), 음성 메시지, 팩스메일 등을 통합적으로 관리하는 시스템을 말한다. 통합 메시징 시스템(Unified Messaging System, UMS)이라고도 부른다. 음성, 팩스, 전자우편, 이동통신기기를 이용한 다양한 통신 요구를 하나의 시스템에서 전달ㆍ저장ㆍ통지하면서, 메일이 도착하는 즉시 호출기나 휴대폰, 전화기로 이 사실을 알려주고 수신자는 전화를 통해 메일 내용을 음성으로 청취하거나 팩스로 확인할 수 있다.
UMS는 음성과 데이터가 통합되는 추세에서 수많은 메시지를 형태에 관계없이 효과적으로 관리하고 쌍방향으로 이용할 수 있도록 하기 위해 등장했다. 이후 포털 또는 전문 사이트가 e-mail과 병행 서비스에 나서면서 대중화하기 시작했다. UMS의 주요기능으로는 전화를 이용한 음성메일 송수신, 음성처리기술을 이용한 음성게시판, 이동통신 문자메시지 전송-메일 착ㆍ수신확인 가능, 개인 e-mail이 없는 사용자를 위한 WEB Mail Box제공, 일반 VMS(음성사서함) 기능 기본내장, FAX Server 기능 등이 있다.

## 같이 보기
- 멀티미디어 메시지 서비스(MMS)
- 휴대 전화 문자 입력 방식
- 알티컴즈